# Heinähattu, Vilttitossu ja kana
Heinähattu, Vilttitossu ja kana är en finländsk barnfilm från 2024 som bygger på barnböckerna om Halmhatten och Filttofflan av Sinikka och Tiina Nopola. Filmen regisserade av Reetta Aalto efter ett manus av Tiina Nopola, Sinikka Nopola, Emma Nopola, Lenka Hellstedt och producerades av Anni Pänkäälä för Yellow Film & TV och distribuerades av SF Studio.
Filmen hade biopremiär den 16 februari 2024.

## Handling
Trots att det är sommarlov lämnar Halmhatten sin lillasyster Filttofflan på egen hand igen, eftersom hon ska på badmintonläger med en ny vän. Men Filttofflan får en ny vän i den mystiska Anita som anländer till systrarna Alibullen som serverar delikatesser. Samtidigt börjar Halmhatten förföljas av en mystisk, vandrande varelse på badmintonlägret.

## Rollista
- Eedla Höglund – Heinähattu
- Klaara Höglund – Vilttitossu
- Niina Lahtinen – Hanna Kattilakoski
- Joonas Nordman – Matti Kattilakoski
- Janne Kataja – Isonapa
- Lari Halme – Rillirousku
- Krisse Salminen – Halise Alibullen
- Pirjo Heikkilä – Helga Alibullen
- Kaisa Hela – Leila Penttilä
- Ernest Lawson – Joonas Pentti
- Ella Rönkkö – Janina

## Produktion
Filmen hade en budget på 1 727 000 euro varav 600 000 euro var i form av bidrag från Finlands filmstiftelse.
Filmen spelades in i Tammerfors under våren 2023.